# Mainvilliers (Loiret)
Mainvilliers és un municipi francès, situat al departament del Loiret i a la regió de Centre – Vall del Loira. L'any 2007 tenia 227 habitants.

## Demografia

### Població
El 2007 la població de fet de Mainvilliers era de 227 persones. Hi havia 96 famílies, de les quals 16 eren unipersonals (8 homes vivint sols i 8 dones vivint soles), 48 parelles sense fills, 28 parelles amb fills i 4 famílies monoparentals amb fills.
La població ha evolucionat segons el següent gràfic:
Habitants censats

### Habitatges
El 2007 hi havia 116 habitatges, 94 eren l'habitatge principal de la família, 12 eren segones residències i 9 estaven desocupats. 107 eren cases i 9 eren apartaments. Dels 94 habitatges principals, 75 estaven ocupats pels seus propietaris, 16 estaven llogats i ocupats pels llogaters i 3 estaven cedits a títol gratuït; 4 tenien dues cambres, 14 en tenien tres, 31 en tenien quatre i 45 en tenien cinc o més. 75 habitatges disposaven pel capbaix d'una plaça de pàrquing. A 40 habitatges hi havia un automòbil i a 46 n'hi havia dos o més.

### Piràmide de població
La piràmide de població per edats i sexe el 2009 era:
| Homes | Edats   | Dones |
| ----- | ------- | ----- |
| 0     | 95 o +  | 4     |
| 0     | 90 a 94 | 0     |
| 4     | 85 a 89 | 0     |
| 0     | 80 a 84 | 8     |
| 0     | 75 a 79 | 4     |
| 4     | 70 a 74 | 0     |
| 8     | 65 a 69 | 4     |
| 8     | 60 a 64 | 4     |
| 0     | 55 a 59 | 4     |
| 12    | 50 a 54 | 12    |
| 0     | 45 a 49 | 4     |
| 20    | 40 a 44 | 8     |
| 0     | 35 a 39 | 20    |
| 8     | 30 a 34 | 4     |
| 12    | 25 a 29 | 12    |
| 0     | 20 a 24 | 0     |
| 12    | 15 a 19 | 20    |
| 16    | 10 a 14 | 4     |
| 8     | 5 a 9   | 8     |
| 8     | 0 a 4   | 12    |

## Economia
El 2007 la població en edat de treballar era de 151 persones, 118 eren actives i 33 eren inactives. De les 118 persones actives 99 estaven ocupades (48 homes i 51 dones) i 19 estaven aturades (6 homes i 13 dones). De les 33 persones inactives 19 estaven jubilades, 7 estaven estudiant i 7 estaven classificades com a «altres inactius».

### Ingressos
El 2009 a Mainvilliers hi havia 96 unitats fiscals que integraven 238 persones, la mediana anual d'ingressos fiscals per persona era de 18.553,5 €.

### Activitats econòmiques
Dels 7 establiments que hi havia el 2007, 3 eren d'empreses de construcció, 2 d'empreses de comerç i reparació d'automòbils, 1 d'una empresa immobiliària i 1 d'una empresa classificada com a «altres activitats de serveis».
Dels 4 establiments de servei als particulars que hi havia el 2009, 1 era un paleta, 1 guixaire pintor, 1 electricista i 1 agència immobiliària.
L'any 2000 a Mainvilliers hi havia 8 explotacions agrícoles.

## Poblacions més properes
El següent diagrama mostra les poblacions més properes.